# Викрадачі колисок
«Викрадачі колисок» (англ. Cradle Snatchers) — американська німа комедія режисера Говарда Гоукса 1927 року за однойменною п'єсою 1925 року.

## Сюжет
Три нещасливі домогосподарки середнього віку вирішують провчити своїх чоловіків-зрадників фліртуючи з молодими студентами.

## У ролях
- Луїза Фазенда — Сюзан Мартін
- Етель Волес — Етель Дрейк
- Дороті Філліпс — Кітті Ледд
- Джозеф Фаррелл Макдональд — Джордж Мартін